# Anglès escocès
L'anglès escocès és una varietat lingüística de l'anglès parlat a Escòcia. Es pot considerar o no diferent de l'scots però sempre diferent al gaèlic escocès, una llengua celta.